# Jens William Kruse
Jens William Kruse,  född (döpt den 19 juni) 1775 i Köpenhamn, död där den 16 februari 1823, var en dansk skådespelare. Han var svärfar till Jørgen Roed.
Kruse debuterade den 25 april 1797 på Det kongelige Teater som smeden Bastian i De forliebte Haandværksfolk och fick snart en mycket omfattande repertoar. Han karakteriserade i breda linjer både komiska och tragiska figurer, myndiga prelater i dramat och dumma tjänare eller narraktiga gamlingar i komedin, och sångstycket var hans specialitet. Han uppträdde sista gången den 10 maj 1823 som poeten i Barselstuen. 
Han var en sammansatt konstnärsnatur, tidigt förfallen, grov i sitt uppträdande och utan förbindelse med det intellektuella livet. I dansk teaterhistoria är han et exempel på, att den medfödda sceniska begåvningen kan göra sig gällande med kraft, även om den bor i en okultiverad personlighet. 